# 복안천
복안천(伏安川)은 울산광역시 울주군 두서면 내와리의 백운산 북쪽계곡에서 발원하여 동류하고 국도 제35호선의 길과 비슷하게 흐르다가 경상북도 경주시 내남면의 형산강으로 흘러드는 강이다. 일제강점기 때는 형산강의 본류였다. 2009년 12월 23일 이 강의 하천정비공사 비용이 1430만원으로 절감됐다.2010년 8월 5일에는 1500만원을 들여 선양천과 대곡천과 함께 어린 동남참게 6만8000마리를 방류했으나 이 중 일부가 참게가 산란할 수 없는 폐쇄구역에 방류돼 예산 낭비라는 논란이 일고 있었다.